# リュシス
『リュシス』（希: Λύσις、英: Lysis）とは、プラトンの初期対話篇の1つ、またその中の登場人物。副題は「友愛について」。

## 構成

### 登場人物
- ソクラテス - 老年期。
- リュシス - 美少年。
- メネクセノス - リュシスの親友。彼を題した対話篇もある。
- ヒッポタレス - リュシスに恋する青年。
- クテシッポス - ヒッポタレスの友人。メネクセノスのいとこ。『エウテュデモス』にも登場。

### 時代・場面設定
ソクラテスが既に老年期に差し掛かった時代のある日、アテナイの東郊外、リュケイオン近辺、パノプスの泉付近に新設された体育場（パライストラ）にて。
ソクラテスがアカデメイアからリュケイオンに向かう途中、パノプスの泉に差し掛かったところで、ヒッポタレスとクテシッポスに呼び止められるところから話が始まる。青年たちは体育場で主に話をして時を過ごしているが、そこにソクラテスも加わってほしいと言う。話を聞くと、ヒッポタレスはリュシスという少年に恋をしており、ソクラテスにパイディカ（愛童）の扱いを教えてほしいとのこと。
こうして彼らはリュシスのいるその体育場へ行き、対話を展開していく。

### 特徴
本篇はかつての対話をソクラテスが読者に語るという体裁を採っており、純粋な対話篇（ダイアローグ）と異なり、解説（ナレーション）がかなりの比重を占める。
また本篇は、初期対話篇に頻出する、論題に結論が出ず行き詰まったまま問答が終わる、いわゆる「アポリア的対話篇」の1つでもある。

## 内容
ヒッポタレスの誘いで少年たちのいる体育場（パライストラ）に行くことになったソクラテスは、そこでリュシス、メネクセノスという二人の少年を相手に、「友人」「友愛」についての問答を交わすことになる。
結局、それらを突き止めるには至らず、二人の少年が家に帰る場面で話は終わる。
原典には章の区分は無いが、慣用的には18の章に分けられている。以下、それを元に、各章の概要を記す。

### 導入
- 1. ソクラテスは、アカデメイアからリュケイオンに向かう途中、パノプスの泉に差し掛かったところで、青年ヒッポタレスとクテシッポスに出くわし、ヒッポタレスに呼び止められ、近くの新設の体育場（パライストラ）に美しい少年たちがいるので、一緒に行こうと誘われる。美しい少年とは誰なのか尋ねるソクラテスに対し、ヒッポタレスは顔を赤らめる。ヒッポタレスに好きな子がいることを察したソクラテスがそれを指摘すると、ヒッポタレスはますます紅潮する。隣りのクテシッポスが、それは名士デモクラテスの長男で「リュシス」という少年であり、自分はヒッポタレスに彼の恋の歌を散々聞かされていると教える。ソクラテスはその歌を披露してほしいと述べるも、ヒッポタレスはとぼける。
- 2. ソクラテスは、自分がその詩歌を聞きたいのは、その内容を聞いてその子に対する態度を知りたいからだと述べる。クテシッポスが代わりに答えるには、その詩歌は、リュシスの一家や祖先、その富・財産・栄誉を讃えるものだという。ソクラテスは、それは「獲物」であるパイディカ（愛童）を得る前から、それを飾り立てる行為であり、それを実際得られた時は自分の栄誉にもなるが、逃した場合は喪失が大きいと指摘、恋の達人は愛する人を得る前からそれを褒めたりはしないと述べる。また、美しい少年は、あまりチヤホヤすると思い上がって高慢にもなり、捕まえにくくもなると指摘。ヒッポタレスも同意し、ソクラテスにパイディカ（愛童）の扱いを教えてほしいと請う。
- 3. ソクラテスは、口で説明するのは難しいので、実際その少年と会って実演して見せると言う。クテシッポスは、リュシスは人の話を聞くのが格別好きなので、ソクラテスが自分達と一緒に中に入って話をしていれば、こちらにやってくるだとろうと指摘。三人は体育場（パライストラ）に入っていく。

### 事柄の心得
ソクラテス等が坐って話をしていると、リュシスの親友メネクセノスがそれを見つけて傍に坐り、それにつられてリュシスもやって来た。ソクラテスは、彼ら二人と会話を交わす。
- 4. そうしている内に、体育教師がやって来て、メネクセノスを連れて行く。ソクラテスは残されたリュシスと問答を始める。ソクラテスは、リュシスの両親はリュシスを愛し、その幸せに心をくだいていながら、リュシスが戦車の手綱を取ったり、荷車を引くラバに鞭打ちしたり、機織りの道具を触ったりするのを禁じ、パイダゴーゴス（子守奴隷）に管理させて不自由にしていると指摘。
- 5. リュシスは、それは自分がまだ一人前の年になっていないからだと答える。ソクラテスは、リュシスが読み書きしたり、リュラを弾いたりすることは禁止されないだろうに、先に述べたことは禁止される、その違いはどこにあるのか問う。リュシスは自分がそれを「心得ているか否か」の違いだと言う。ソクラテスは、それならリュシスがそれらを心得るようになれば、父親はそれを任せるようになるか問う。リュシスも、同意する。ソクラテスは、では隣人であれ、アテナイ市民であれ、ペルシア王やその息子であれ、目的の事柄に心得があれば、それを自分達に任せてくれるようになるか問う。リュシスも、同意する。
- 6. ソクラテスは、それでは心得を得たなら、その事柄に関しては、誰もそれを邪魔せず、自由人・支配者になれるし、また逆に、心得を得ないままなら、その事柄に関して邪魔され、他人の意見を聞かねばならないし、従属者になると指摘する。リュシスも、同意する。ソクラテスは、人は役に立たない事柄に関して、友人となったり愛されたりするか問う。リュシスは、否定する。ソクラテスは、では役に立たない人間である限り、父からも誰からも愛されないだろうし、逆に、賢くなれば、誰もが友人となり、身内となると指摘。更に、以上を踏まえた上で、まだ心得ていない事柄に関して、高邁になれるか問う。リュシスは、否定する。ソクラテスは、現に先生につかねばならないということは、その事柄に関して、リュシスは心得てもいないし、高邁にもなれないと指摘。リュシスも、同意する。

### メネクセノスの再合流
- 7. ソクラテスは、ヒッポタレスの方を見て、「パイディカ（愛童）はこのようにへりくだらせ、慎ましくさせ、のぼせ上がらせないようにするのだ」と危うく口に出しかけて止める。そうこうする内に、メネクセノスが戻って来る。リュシスはソクラテスに、家に帰る時間になるまで、メネクセノスに他の話をしてあげて欲しいと頼む。ソクラテスも、同意する。
- 8. ソクラテスはメネクセノスに、自分は犬、金、名誉、ペルシア王ダレイオスの財宝・地位などよりもはるかに、「友人」を手に入れたいと思ってきた人間だが、いまだにそれを手に入れるどころか、どのようにして人は他人の「友人」になるのかさえ分からないと述べる。そこで、メネクセノスとリュシスはそれを互いに手に入れているようだから、そのことについて聞きたいと頼む。

### 「友人」「友愛」についての問答

#### 「愛する方」と「愛される方」
- 9. ソクラテスは、誰かが誰かを愛する場合、どちらかがどちらかの友になるのか、問う。メネクセノスは肯定する。ソクラテスは、「愛する方」が「愛される方」の友になるのか、「愛される方」が「愛する方」の友になるのか、それとも両方か、問う。メネクセノスは、両方だと答える。ソクラテスは、「自分は愛しているのに、相手は愛してくれない、あるいは憎んでいる」場合もあり、そうした場合はそうとは言えないと指摘。メネクセノスも同意する。ソクラテスは、それでは「自分から愛するだけではなく、相手からも愛され返されないと友ではない」ということになると指摘。メネクセノスも同意する。ソクラテスは、それでは馬、うずら、犬、酒、運動、知、そういったものを愛する者達は、それらを友とは呼べなくなると指摘。メネクセノスは否定する。ソクラテスは、それでは、「自分から愛する人にとって、自分に愛されているものは、（それがこちらを愛そうと、憎もうと）自分にとっては友である」ということかと指摘。メネクセノスは肯定する。ソクラテスは、それでは「「愛する方」が友なのではなく、「愛される方」が友」であり、「「憎む方」が敵なのではなく、「憎まれる方」が敵」ということになると指摘。メネクセノスも同意する。ソクラテスは、そうなると多くの人々が「敵から愛されたり（敵にとって友であったり）、友から憎まれたり（友にとって敵だったり）する」のであり、不可能なことだと指摘。メネクセノスも同意する。ソクラテスは、それでは残るは「「愛する方」が「愛される方」にとっての友」「「憎む方」が「憎まれる方」にとっての敵」ということになると指摘。メネクセノスも同意する。ソクラテスは、しかしこの場合も、相手がこちらを憎んでいたとしてもこちらが愛せば相手にとっては「友でない者の友」や「敵の友」になってしまうし、また、相手がこちらを愛していたとしてもこちらが憎めば相手にとっては「敵でない者の敵」や「友の敵」になってしまうと指摘。メネクセノスも同意する。途方に暮れる二人。ソクラテスが自分達の調べ方が根本的に間違っていたのか問うと、横からリュシスが間違っていたのだと指摘する。

#### 「似た者同士」
- 10. ソクラテスは、ホメロス『オデュッセイア』の一節「神は似たもの同士を合わせられる」[4]や、自然哲学者エンペドクレスの四元素説[5]を引き合いに出しつつ、「類は友を呼ぶ」式に「似た者同士が友になる」という説を提示、正しいかどうか問う。リュシスは、正しいと答える。ソクラテスは、「悪人同士は友人になれない」ので、先の説は半分は真実でないと述べる。リュシスも、同意する。
- 11. ソクラテスは、似たもの同士が互いに自分が持ち合わせていないどんな利益・助けを相手に与え合うことができるのか、どうして相手を求めるのか疑問を呈す。リュシスも、同意する。ソクラテスは、ということは「善き人同士」が、似ているということではなく、「善き人」であるというまさにそのことによって友になるということなのか問う。リュシスも、同意する。ソクラテスは、しかし「善き人」は「自足している人」であり、他に求めるものは無いし、愛することも無い、したがって「善き人」同士が友になることもないと指摘。リュシスも、同意する。

#### 「反対の者同士」
- 12. ソクラテスは、今度は逆に「反対の者同士が友」という説を提示。メネクセノスは肯定する。ソクラテスは、反対であることによって友になるなら、友と敵も友になるし、正しいものが不正なものと、節制なものが放縦なものと、善きものが悪しきものと友であるというデタラメなことになってしまうと指摘。メネクセノスも同意する。

#### 「善いもの」と「善くも悪くもないもの」
- 13. ソクラテスは、「善いもの」「悪いもの」「善くも悪くもないもの」の三分類を挙げた上で、「同類」と「反対」の組み合わせは先の議論で退けられたので、残った組み合わせとして、「「善いもの」と「善くも悪くもないもの」が友になる」という考えを提示。リュシスも、同意する。
- 14. ソクラテスは、「善くも悪くもないもの」が「善いもの」と友になるというのは、（ちょうど「無知」という悪を持っていながら、それに染まらずに自覚（「無知の知」）しつつ「知」を愛し求める愛智者のように）「善くも悪くもないもの」の中に「悪」が存在していながらも、それに染まり切っておらず、「善に対する欲求・愛」を持ち、それを求めることだと指摘。リュシスとメネクセノスも、同意する。
- 15. ソクラテスは、そうなると「悪を持っているがゆえに、善を求めて（善のために）友になる」ということになると指摘。二人も、同意する。

##### 「第一の根源的な善（友）」
- 16. ソクラテスは、そうなると、そうして「善」を（友を）遡って行くと、「延々と遡り続けることになるか、第一の根源的な善（友）に到達することになるかのどちらか」であり、後者であるならば、そこに至るまでの善（友）は、その影のようなものであると指摘。二人も、同意する。ソクラテスは、それではその本物の「友」（善）は、「他の友（善）のため」に「友」（善）なのではないと指摘。二人も、同意する。
- 17. ソクラテスは、そうなると、他の影のような諸々の「友」（善）が「他の「友」（善）のため」に「友」（善）であるのと異なり、第一の根源的な「友」（善）は、「「敵」（悪）のため」に「友」（善）であるということになり、また、「敵」（悪）がいなくなれば、「友」（善）もいなくなることにもなると指摘。二人も、同意する。

##### 「欲望」と「欠落」
ソクラテスは、しかしその意味での「友」（善）と「敵」（悪）が滅びたとしても、「欲望」は残るし、その欲求・愛の対象としての「友」は存在し続けると指摘。二人も、同意する。ソクラテスは、では善悪ではなく「欲望」こそが「友」の原因ということになると指摘。二人も、同意する。ソクラテスは、「欲望」は「欠落」を原因としており、「自分から奪い取られたもの」に向けられることになるし、互いに友であるということは、それを補完し合える本性上一体的な存在（血のつながったもの）であると指摘。メネクセノスは同意するが、リュシスは沈黙。
ソクラテスは、それでは本物の「エラステース」（恋する人）は、「パイディカ」（愛童）から愛されることになると指摘。二人はためらいながらなんとか同意。傍で聞いていたヒッポタレスは歓喜する。
- 18. ソクラテスは、しかしそうなると我々は先に否定した議論（上記10・11）に再び陥ってしまったことになると指摘。二人も、同意する。

### 終幕
ソクラテスが再度議論を始めようとしていたところ、リュシスとメネクセノスのパイダゴーゴス（子守奴隷）がやって来て、家に連れて帰ろうとする。ソクラテスは帰り際の二人に対して言う、「老人である自分は君たちの中に入れてもらって、互いに「友」であると思っているけれども、その「友」が何であるか見つけ出せなかった我々は、まさに笑われ者だ」。

## 論点

### 友人・友愛
本篇では、「友人」「友愛」という概念の明確化を巡って、少年リュシスとメネクセノスを相手に、ソクラテスによる執拗な追及・問答が繰り広げられる。
作中、「友人」「友愛」のあり方について、
- 「「愛する方」と「愛される方」両方が友となる」 （← ソクラテス「自分は愛しているのに、相手は愛してくれない・憎んでいる」場合もある）
- 「自分から愛し、相手からも愛され返されるのが友」 （← ソクラテス「馬、うずら、犬、酒、運動、知といったものを愛しても、それらを友と呼べなくなる」）
- 「自分から愛しさえすれば、（相手がどうであろうと）自分にとっては友」 （← ソクラテス「敵に友にされたり、友に敵にされたりする」）
- 「「愛する方」が「愛される相手」にとっての友」 （← ソクラテス「相手が憎んでいても友になったり、相手が愛していても敵になったりする」）
- 「似たもの同士が友になる」 （← ソクラテス「悪人同士は友になれない」）
  - 「善人同士が友になる」 （← ソクラテス「似たもの同士では互いに自分が持ち合わせていない利益・助けを相手に与え合えない」）
    - 「「善き人」であるというそのことによって友になる」 （← ソクラテス「「善き人」は「自足している」ので友を必要としない」）
- 「反対の者同士が友になる」 （← ソクラテス「友と敵、正と不正、節制と放縦、善と悪も友になってしまう」）
- 「「善いもの」と「善くも悪くもないもの」が友になる」 （← ソクラテス「「善くも悪くもないもの」が悪の反対として求める善（友）は、「第一の根源的な善（友）」に至るまで影のようなもの」）
- 「「欲望」こそが「友」の原因」 （← ソクラテス「欲望（欠落）を補完し合える本性上一体的な存在（血のつながったもの）は「似たもの同士」であり、先の議論で破綻済み」）

等が提示されるが、ソクラテスの執拗な追及によって、ことごとく提示された諸規定の欠陥が顕にされ、堂々巡り・行き詰まり（アポリア）に陥ってしまう。

本篇で述べられているような「友人・友愛」観、「パイデラスティア（少年愛）」観は、後に中期対話篇である『饗宴』や『パイドロス』で主題的に扱われ、
- 「エロースの助力を得つつ、究極的な真・善・美を探求する形で、またそうした過程で徳を共有する形で、取り結ばれる（愛知者（哲学者）的な）関係性においてのみ、真の強固な友愛が成立する」

といった形で、発展的に言及されることになる。『第七書簡』の末尾においても、共に真理を探究し、その情熱と労苦を共有・継承する、哲学的な師弟関係の濃密さについて、言及されている。

### 根源的な善
本篇の後部では、「善」（友）を求めていくと、「第一の根源的な善（友）」に至ることになるのであり、それ以外の「善」（友）はその「影」のようなものだという、後の「イデア」論の原型のような発想・記述も出てくる。

## 日本語訳
- 『プラトン全集〈7〉 テアゲス カルミデス ラケス リュシス』 生島幹三、北嶋美雪、山野耕治 訳、岩波書店 1975年、復刊2005年 ISBN 4000904175
- 『リュシス　恋がたき』 田中伸司、三嶋輝夫 訳、講談社学術文庫、2017年12月